# Kavaspura, Shikarpur
Kavaspura là một làng thuộc tehsil Shikarpur, huyện Shimoga, bang Karnataka, Ấn Độ.